# Basilika Mariä Geburt (Pszów)

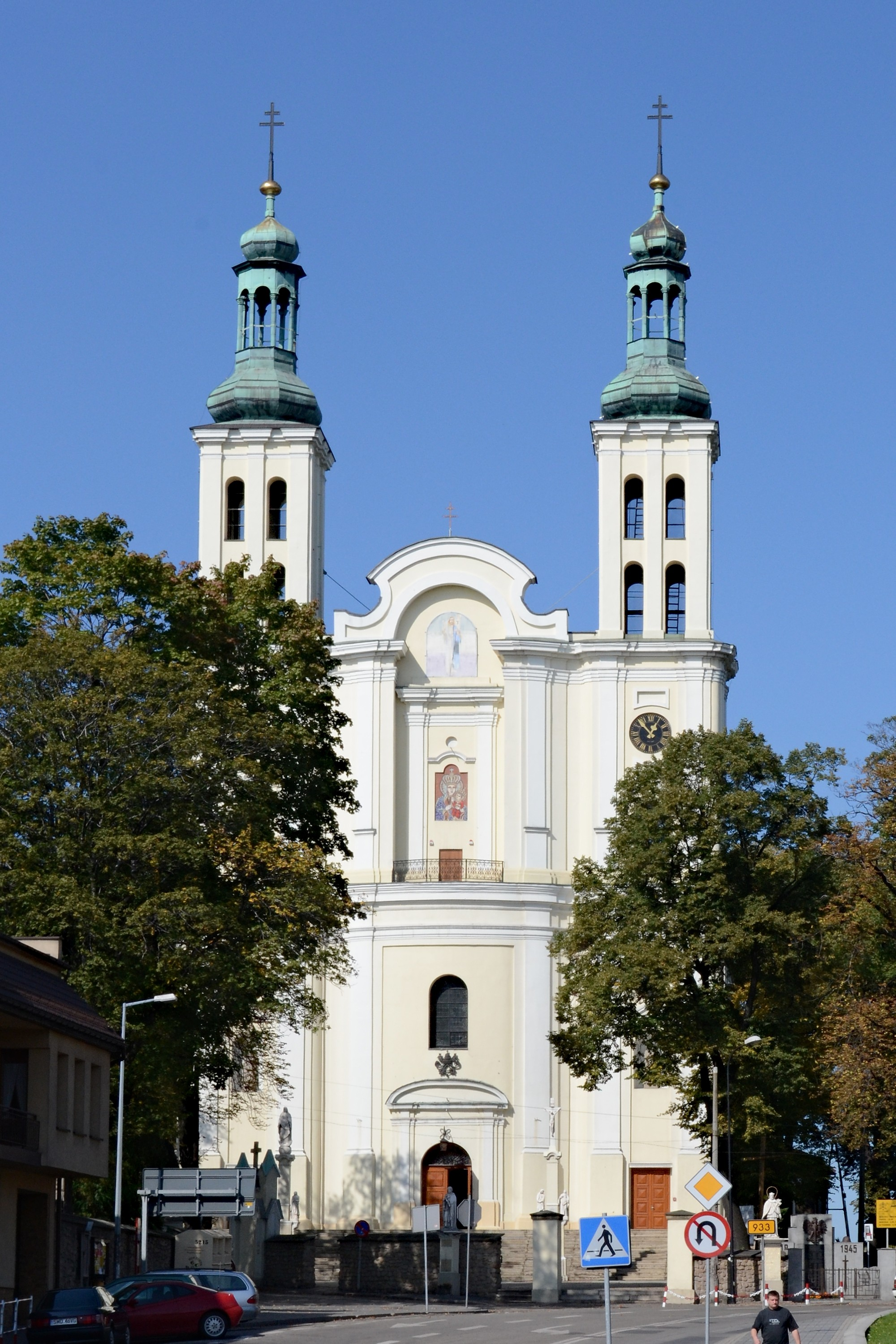
Basilika Mariä Geburt

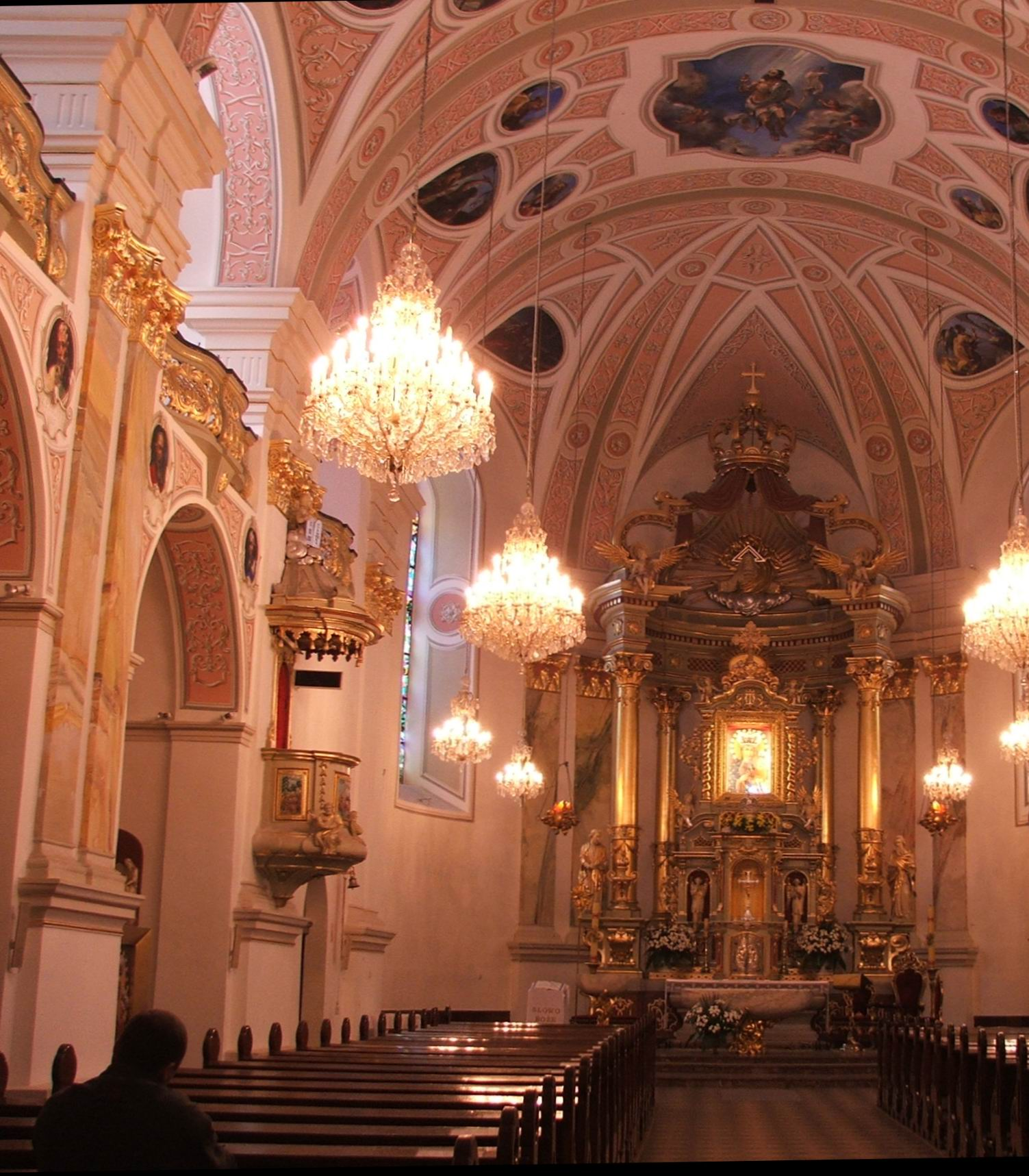
Innenraum Mit der lächelnden Madonna von Pszów

Die Basilika Mariä Geburt (polnisch Bazylika Narodzenia Najświętszej Maryi Panny) ist eine römisch-katholische Kirche in Pszów, Schlesien, Polen. Die Pfarr- und Wallfahrtskirche des Erzbistums Katowice trägt den Titel einer Basilica minor. Sie wurde Mitte des 18. Jahrhunderts im Stil des Barock errichtet und ist denkmalgeschützt.

## Geschichte
Die Kirche der Unbefleckten Empfängnis der Heiligen Jungfrau Maria wurde in den Jahren 1743–1747 statt der Allerheiligenkirche von dem Architekten Friedrich Gans aus Karniów nach österreichischen Vorbildern gebaut. 1750 wurde der Hauptaltar aufgestellt und von Bischof Philipp Gotthard von Schaffgotsch geweiht. In diesem wurde das wundertätige Bild der Muttergottes von Pszów angebracht, das bereits 1722 auf einer Wallfahrt als Kopie der Schwarzen Madonna von Tschenstochau erworben worden war. In den Jahren 1847–1848 wurden nacheinander die beiden Kirchtürme über dem Eingangsportal aufgesetzt. Die Weihe der nun fertigen Kirche erfolgte im Jahr 1862. Im Jahre 1928 wurde auf der Eingangsempore eine 41-stimmige Orgel von Paul Berschdorf aus Nysa gebaut. Im Jahr 1997 wurde die Kirche von Papst Johannes Paul II. zur Basilica minor erhoben.